# Chloroleucon foliolosum
Chloroleucon foliolosum là một cây gỗ loài thuộc họ đậu (Fabaceae). Loài này có ở Argentina và Bolivia. Nó bị đe dọa vì bị hủy hoại môi trường sống.
Danh pháp đồng nghĩa thứ cấp bao gồm:
- Calliandra aristulata Rizzini
- Calliandra grisebachianum (Benth.) Speg.
- Feuilleea bahiensis Kuntze
- Pithecellobium foliolosum Benth.
- Pithecellobium grisebachianum Harms
- Pithecellobium myriophyllum Malme

Pithecellobium myriophyllum Gagnep. là một đồng nghĩa của loài Albizia lebbekoides
- Pithecellobium oligandrum Rizzini
- Pithecolobium foliolosum Benth. (lapsus)